# Carl von Breuning
Carl Philipp Theodor von Breuning (* 2. August 1808 in Koblenz; † 14. März 1886 in Bad Neuenahr) war ein deutscher Jurist und Politiker.
Der Sohn des Juristen Christoph von Breuning (1771–1841) und Enkel der Beethoven-Vertrauten Helene von Breuning studierte von 1826 bis 1830 Rechtswissenschaften in Bonn und Berlin. Von 1836 bis 1841 war er als Gerichtsassessor in Koblenz, Trier und Elberfeld tätig, 1841–1843 in Kleve und danach in Aachen. Von 1850 bis 1868 war er Oberstaatsanwalt in Koblenz, 1868 bis 1874 Präsident des Landgerichts Köln, 1874 bis 1882 Präsident des Landgerichts Koblenz.
Er saß vom 26. Mai 1848 bis zum 4. Mai 1849 in der Frankfurter Nationalversammlung für die Provinz Rheinland (Herzogenrath) und gehörte der Fraktion Augsburger Hof an. Er war im Juni 1849 Mitglied des Gothaer Nachparlaments.
Er war Mitglied der Erholungs-Gesellschaft Aachen 1837 und daher in Gesellschaft zahlreicher Mitglieder des Paulskirchenparlamentes.
Sein Sohn war der Offizier, Verwaltungsbeamte und Landrat Maximilian von Breuning, einer seiner Enkel war der „Nestor der katholischen Soziallehre“ Oswald von Nell-Breuning und einer seiner Cousins ersten Grades war der österreichische Arzt und Medizinforscher Gerhard von Breuning.